# Athoumane Soilihi
Athoumane Soule Soilihi (* 30. März 1991) ist ein komorischer Schwimmer.

## Biografie
Bei den Schwimmweltmeisterschaften 2013 schwamm Soilihi über 100 Meter Freistil 1:03,09 min und belegte Rang 113.
Zudem nahm er an den Olympischen Sommerspielen 2016 in Rio de Janeiro teil. Er trat im Wettkampf über 50 m Freistil an und belegte dort den 76. Platz. Bei der Schlussfeier war er Fahnenträger der Delegation von den Komoren.